# Joseph Lupo
Joseph Lupo (Venezia, ... – ...; fl. XVI secolo) è stato un gambista italiano attivo per più di 40 anni alla corte di Elisabetta I d'Inghilterra.

## Biografia
Suo fratello Peter e il loro padre Ambrogio furono anche loro musicisti di corte. Nato a Venezia da Ambrogio e dalla sua prima moglie Lucia, lui e suo fratello si recarono prima ad Anversa (dove Joseph si è iscrisse alla corporazione dei musicisti il 20 agosto 1557) prima di trasferirsi in Inghilterra, dove Joseph sostituì un altro italiano, Paolo Galliardello, che tornò a Venezia nel maggio 1563. Sposò Laura, figlia di Alvise Bassano e nipote del musicista Jeronimo Bassano (di probabili origini ebraiche italiane), e suonò al funerale di Elisabetta I. Suoi figli furono Thomas, probabilmente nato a Londra, e Horatio  divenuti anch'essi musicisti di corte.